# Révay Simon (főrend)
Gróf szklabinyai és blatnicai Révay Simon (Kisselmec, 1865. május 27. – Tajnasári, 1928. június 21.) a magyarországi főrendiház örökös tagja, vadász, vadászkutya-tenyésztő.

## Élete
Szülei Révay Simon (1820–1880) Turóc vármegyei főispán, országgyűlési képviselő és Tajnay Ilona (1823–1912). 1891-től felesége Szapáry Amália (Ilma; 1872–1947), gyermekeik Révay István (1899–1989) történész, demográfus, politikus, Révay János (1900–1953) mezőgazdász, Révay József (1902–1945) filozófus, egyetemi tanár, festő, olimpikon és Mária fiatalon elhunyt.
Az édesanyja utáni birtokokat kapta Tajnán. Birtokos volt még Barsvörösváron és Barskisfalud helységben. Budapestre járt egyetemre. A 20. század elején bérbe vette és megalakította a Nagysurányi Vadásztársaságot, amelynek elnöke volt. A szarvascserkészetnek és a kutyákkal való vaddisznóvadászatnak hódolt. Új kutyafajtát nemesített a hannoveri vérebből és a magyar puliból.
1916-ban IV. Károly koronázásakor grófi rangot kapott.
Alakját Justh Zsigmond jellemezte. Tajnasárin van eltemetve.
Az eredetileg Tajnay-kastélyt a család a második világháború végén hátrahagyta.

## Művei
- 1903 Vadállomány és vadászati viszonyok. In: Magyarország vármegyéi és városai: Magyarország monografiája – A magyar korona országai történetének, földrajzi, képzőművészeti, néprajzi, hadügyi és természeti viszonyainak, közművelődési és közgazdasági állapotának encziklopédiája. Szerk. Borovszky Samu – Sziklay János. Budapest: Országos Monográfia Társaság. 1896–1914.   → elektronikus elérhetőség Bars vármegye